# Cacostatia germana
Cacostatia germana är en fjärilsart som beskrevs av Rothschild 1912. Cacostatia germana ingår i släktet Cacostatia och familjen björnspinnare. Inga underarter finns listade i Catalogue of Life.